# Ровіштанці
Ровіштанці (хорв. Rovištanci) — населений пункт у Хорватії, в Копривницько-Крижевецькій жупанії у складі громади Соколоваць.

## Населення
Населення за даними перепису 2011 року становило 57 осіб.
Динаміка чисельності населення поселення: